# Unayzah
Unaizah of Onaizah of Unayzah (Arabisch: عنيزة) is een stad in de Al Qasim provincie van Saoedi-Arabië. Unaizah ligt ten noorden van de hoofdstad Riyad. Er woonden in 2004 ongeveer 128.930 inwoners in de stad. Het heeft een woestijnklimaat, met hete en droge zomers gevolgd door koude winter met weinig regen.

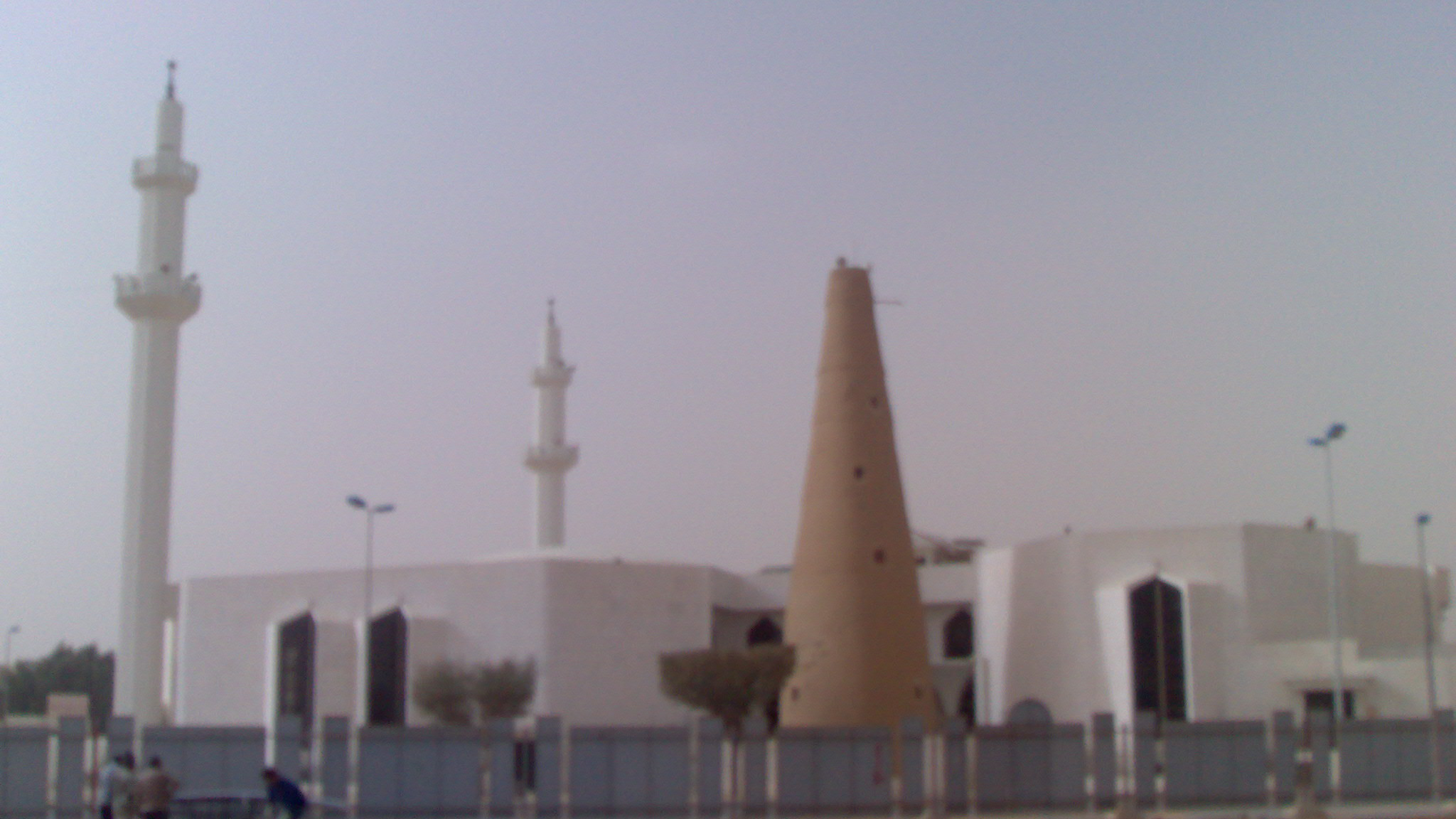
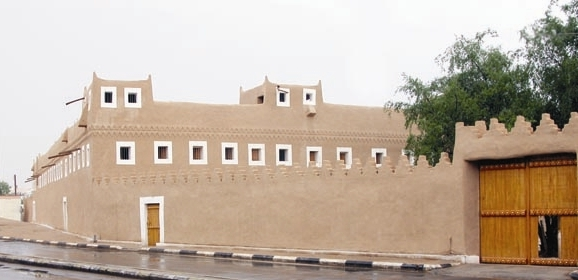
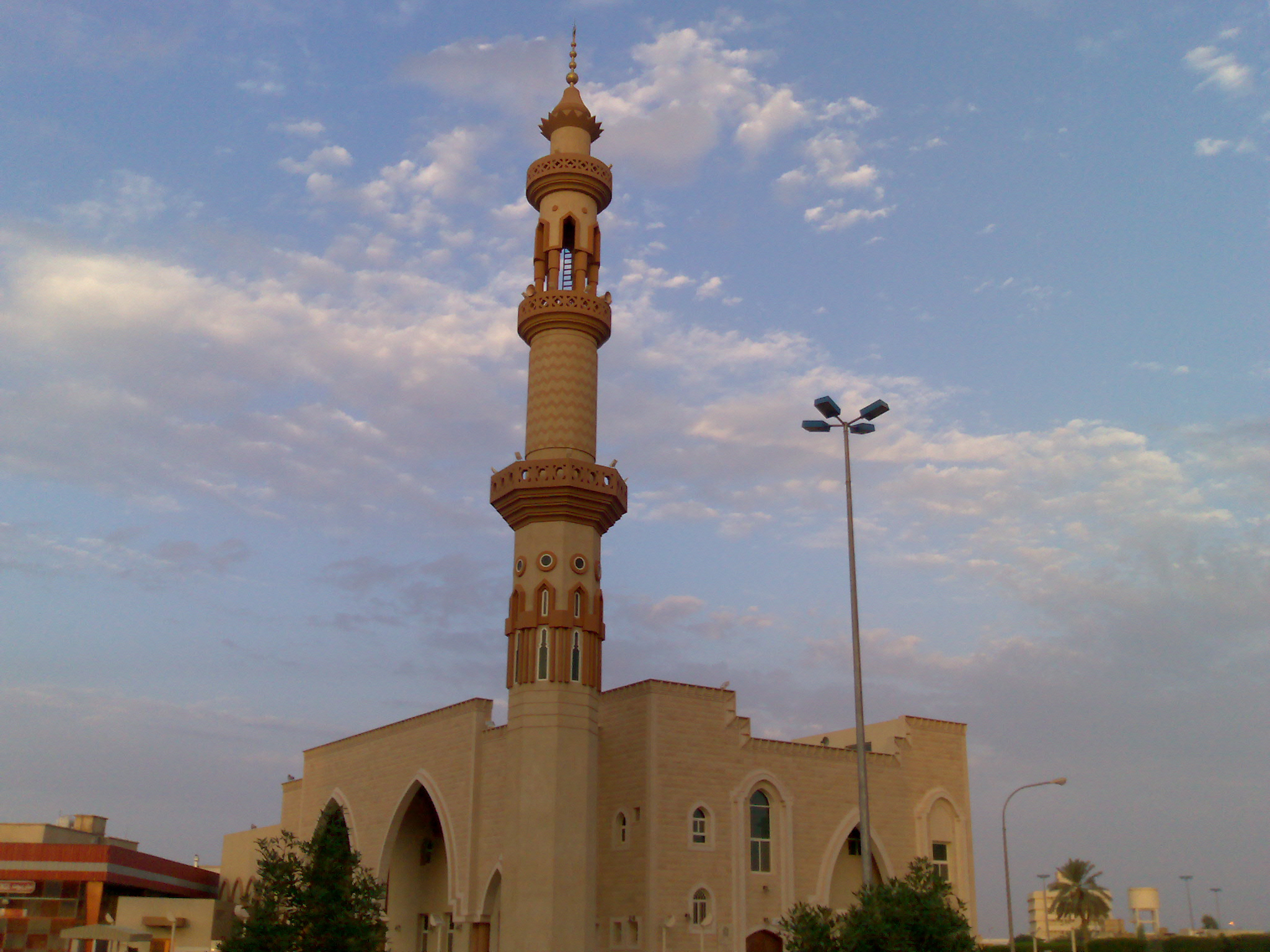
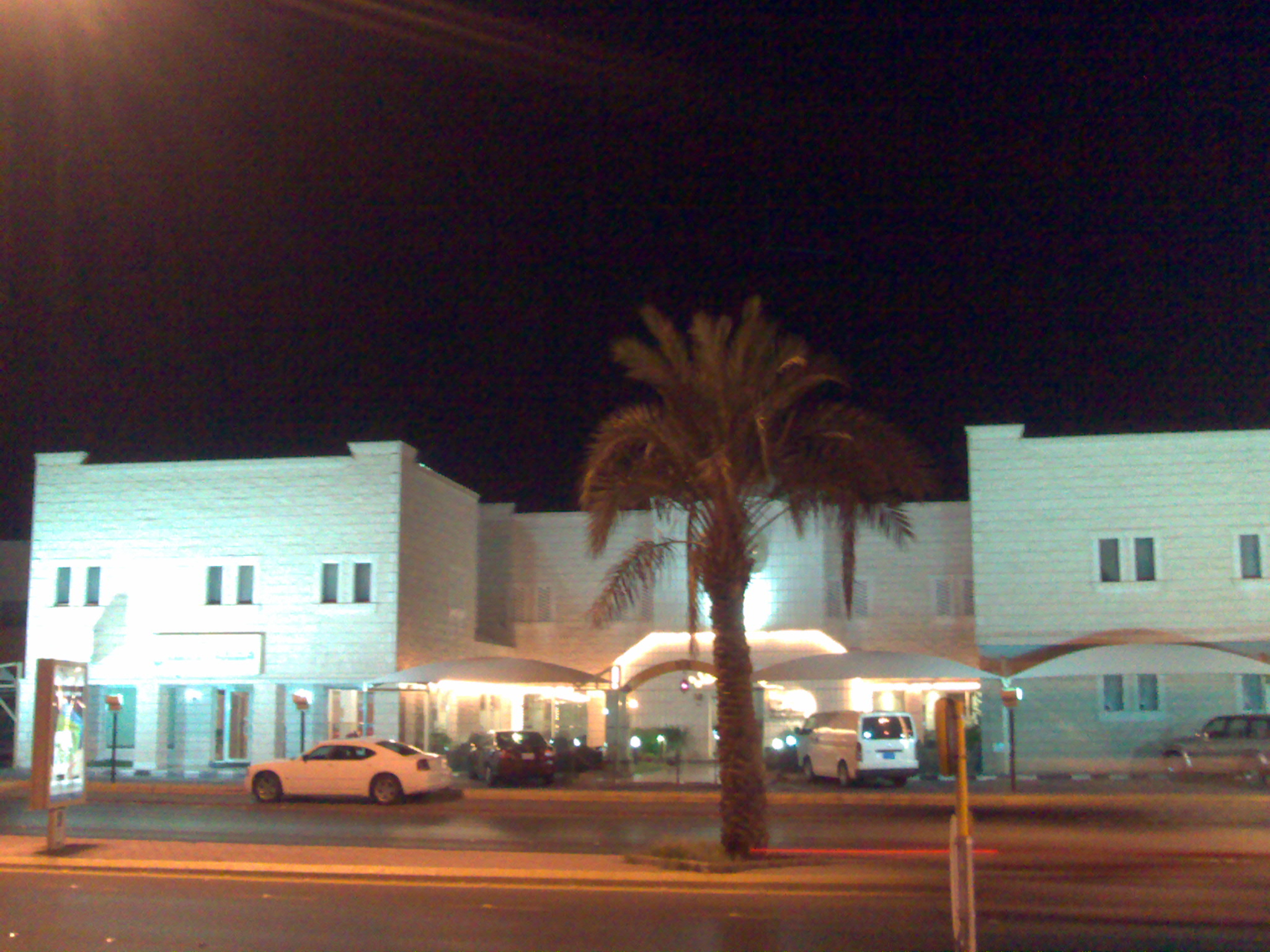
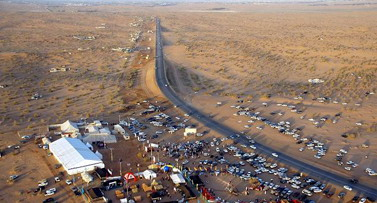
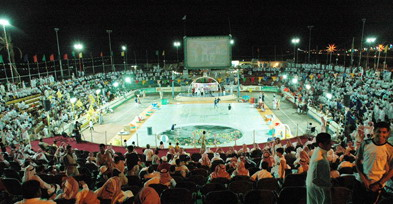
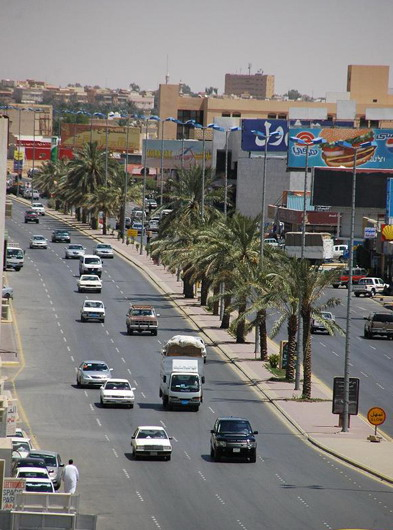

Abha · Al-Bahah · Bariq · Buraidah · Dammam · Dhahran · Hail · Jeddah · Jizan · Jubail · Al-Kharj · Khobar · Medina · Mekka · Najran · Riyad · Tabuk · Taif · Unayzah · Yanbu
Saoedi-Arabië · Provincies